# Baler
Baler is een gemeente in de Filipijnse provincie Aurora op het eiland Luzon. Baler is tevens de hoofdstad van de provincie. Bij de laatste census in 2007 had de gemeente ruim 34 duizend inwoners.

## Geschiedenis
De plaats Baler werd in 1609 gesticht door zeven Franciscaanse missionarissen onder leiding van Fr. Blas Palomino. Later kregen de Augustijnen het voor het zeggen in Baler. In 1658 werd Baler een pueblo (town). In 1703 namen de Franciscaanse kloosterorde het bestuur van de pueblo weer over. Baler was lange tijd een rustige en zeer afgelegen plaats, die over land slechts via een langdurige reis van ongeveer een week bereikt kon worden. Tijdens de Spaans-Amerikaanse Oorlog was Baler een van de laatste Spaanse bolwerken in de Filipijnen. Pas op 2 juni 1899, na een beleg van 337 dagen, gaf het garnizoen onder leiding van luitenant Saturnino Martín Cerezo zich over aan de Amerikanen.
Bestuurlijk gezien behoorde Baler, tot de machtsovername door de Amerikanen, tot de provincie Nueva Ecija. In 1901 voegden de Amerikanen de plaats bij de provincie Tayabas. Op 7 september 1946 werd Tayabas hernoemd naar Quezon, als eerbetoon aan Manuel Quezon, de eerste president van het Gemenebest van Filipijnen en geboren in Baler. Enkele jaren, in 1951, werd Baler de hoofdstad van de nieuw opgerichte subprovincie Aurora, vernoemd naar Aurora Quezon, de kort daarvoor vermoorde weduwe van Manuel Quezon. Sinds 1979 heeft Aurora de status van volwaardige provincie, met Baler als hoofdstad.

## Geografie

### Bestuurlijke indeling
Baler is onderverdeeld in de volgende 13 barangays:
| - Barangay I - Barangay II - Barangay III - Barangay IV - Barangay V - Buhangin - Calabuanan | - Obligacion - Pingit - Reserva - Sabang - Suclayin - Zabali |

## Demografie
Baler had bij de census van 2007 een inwoneraantal van 34.492 mensen. Dit zijn 4.569 mensen (15,3%) meer dan bij de vorige census van 2000. De gemiddelde jaarlijkse groei komt daarmee uit op 1,98%, hetgeen overeenkomt met het landelijk jaarlijks gemiddelde over deze periode (2,04%). Vergeleken met de census van 1995 is het aantal mensen met 7.573 (28,1%) toegenomen.

De bevolkingsdichtheid van Baler was ten tijde van de laatste census, met 34.492 inwoners op 92,55 km², 372,7 mensen per km².

## Geboren in Baler
- Manuel Quezon (19 augustus 1878), president van de Filipijnen (overleden 1944);
- Aurora Quezon (19 februari 1888), first lady van de Filipijnen (overleden 1949);
- Edgardo Angara (24 september 1934), senator en minister (overleden 2018).